# Steffen Riekers
Steffen Riekers (* 20. März 1984 in Achim; † 22. September 2016 in Essen) war ein deutscher Theaterschauspieler.

## Leben
Riekers wurde in der Nähe von Bremen geboren. Erste schauspielerische Erfahrungen sammelte er bereits während seiner Schulzeit an der Kooperativen Gesamtschule Stuhr-Brinkum, wo er von 1997 bis 2004 bei verschiedenen Schultheaterinszenierungen mitwirkte.
Nach Abitur und Zivildienst absolvierte er von 2005 bis 2009 eine Schauspielausbildung an der Hochschule für Musik und Theater „Felix Mendelssohn Bartholdy“ in Leipzig. Dort schloss er im Juli 2009 auch mit dem Schauspieldiplom als Bühnenschauspieler ab. Von 2007 bis 2009 spielte er im Rahmen seiner Ausbildung am Studio des Dresdner Staatsschauspiels bereits erste Hauptrollen. In der Saison 2008/09 hatte er ein Erstengagement am Dresdner Staatsschauspiel.
2007 spielte Riekers die Rolle des jungen Ebenezer Scrooge in einer Bühnenfassung von A Christmas Carol in einer Inszenierung von Holk Freytag. Ebenfalls unter der Regie von Holk Freytag folgte 2008 die Rolle des Schmitz in einer Bühnenfassung des Romans Mephisto von Klaus Mann. Im Kleinen Haus des Dresdner Staatsschauspiels war er 2008 der Hauptmann in einer Theaterfassung von Johann Wolfgang von Goethes Die Wahlverwandtschaften. Riekers übernahm dann Rollen in zwei Inszenierungen von Kay Voges: 2008 den Damis in Molières Tartuffe und 2009 den Schnock in William Shakespeares Ein Sommernachtstraum. 2008 spielte er in der von Kai Ivo Baulitz für das Staatsschauspiel Dresden geschriebenen Bühnenfassung der Novelle Michael Kohlhaas von Heinrich von Kleist. Riekers’ letzte Rolle in Dresden war 2009 der Pfarrer Rösselmann in Friedrich Schillers Schauspiel Wilhelm Tell in einer Inszenierung von Wolfgang Engel.
Seit der Spielzeit 2009/10 war Riekers festes Ensemblemitglied am Theater Erlangen. Dort debütierte er im Oktober 2009 erfolgreich in dem Theaterstück Clyde und Bonnie von Holger Schober. Ab November 2009 spielte er die Titelrolle in dem Kindermusical Der Lebkuchenmann von David Wood. Ab Januar 2010 übernahm er dort an der Seite von Hermann Große-Berg (als George) und Linda Foerster (als Putzi) den smarten Biologie-Dozenten Nick in Edward Albees Bühnenerfolg Wer hat Angst vor Virginia Woolf?.
Ab April 2010 spielte er am Theater Erlangen in einer Inszenierung der Regisseurin und Intendantin Katja Ott in Henrik Ibsens Schauspiel Die Frau vom Meer die Rolle des Fremden; mit dieser Inszenierung trat er im Juni 2010 auch bei den Bayerischen Theatertagen in Regensburg auf. Im November 2010 übernahm er am Theater Erlangen den Sohn Schweizerkas in der Neuinszenierung von Brechts Schauspiel Mutter Courage und ihre Kinder.
In der Spielzeit 2010/11 übernahm er am Theater Erlangen die Rolle des Polizisten Dürrmann in dem Theaterstück Der Kaktus von Juli Zeh. Außerdem spielte er dort, unter der Regie von Intendantin Katja Ott, in der Spielzeit 2010/11 den Demetrius in einer Neuinszenierung der Shakespeare-Komödie Ein Sommernachtstraum. In der Spielzeit 2011/12 trat er am Theater Erlangen als Diener Valerio in der Komödie Leonce und Lena auf; in dieser Rolle rezitierte Riekers auch Passagen aus dem Roman The Pale King von David Foster Wallace.
Von 2012 bis 2014 war Riekers fest am Landestheater Tübingen engagiert. Dort spielte er u. a. La Roche in Der Parasit von Friedrich Schiller (Spielzeit 2013/14) und die Titelrolle in der Sophokles-Tragödie König Ödipus (Premiere: April 2014). Zuletzt war Riekers seit der Spielzeit 2015/16 festes Ensemble-Mitglied am Stadttheater Bremerhaven.
Steffen Riekers starb im September 2016 nach schwerer Krankheit.